# 遠藤響子
遠藤 響子（えんどう きょうこ、1959年〈昭和34年〉3月17日 - ）は、日本のシンガーソングライター、女優、ラジオパーソナリティ。静岡県出身。名古屋芸術大学音楽部器楽科ピアノ専攻卒業。1997年までの旧芸名は遠藤 京子（読み同じ）。

## 略歴
1979年世界歌謡祭にコーラスとして出演時、ビクター音楽産業の谷田郷士からスカウトされる。1981年11月、同社から筒美京平作曲のシングル「告白テレフォン」でデビュー。「確かな歌唱力に裏打ちされた実力派歌手」と評される。
1stアルバムまではアーティスティック性を兼ね備えたアイドルという位置づけであり、ビクターの方針で松本伊代の翌月にデビューとなった。
3rdシングルより現在までほぼ自作自演によるシンガーソングライターとして活動。多数のシングル・アルバムを発表する。
歌手と並行して女優活動も行いテレビドラマ『3年B組貫八先生』などに出演。ラジオパーソナリティは2018年現在も出演している。
1984年に明石家さんま演ずるサラリーマンの妻役で出演したTBSドラマ『離婚テキレイ期』の主題歌「雪が降るまえに」がヒット。
1980年代後半から小川範子、永井真理子、長山洋子、渡辺美奈代、酒井法子などに楽曲を提供している。
1998年に遠藤京子から遠藤響子に改名するとともに、プライベートレーベル『Pure Mode Records』を発足。
2012年8月には、日本テレビ系列『24時間テレビ 「愛は地球を救う」35』に出演。当年、チャリティーマラソンランナーとして完走した北斗晶・佐々木健介一家のゴール後に、自身のナンバー『輝きたいの』をピアノで弾き語りした。同曲は1984年、TBS系列にて放送された女子プロレスをテーマにした今井美樹主演・山田太一脚本のドラマ『輝きたいの』のテーマ曲であり、北斗の人生に大いなる影響を与えたという。番組の反響から『輝きたいの（ライブ・バージョン）』はAmazon MusicMP3配信1位、レコチョクデイリーランキング15位を獲得し、翌月28年ぶりに「輝きたいの（オリジナル・バージョン）」が配信リリースされた。いずれも好評であったことから、同年12月には『ゴールデン☆ベスト 輝きたいの Victor Years 1981-1985(+’99)』のCDリリース、その同日と翌年1月にはビクター時代の全音源がリマスタリング配信された。

## ディスコグラフィ
特記以外作詞・作曲：遠藤京子

### シングル
1. 告白テレフォン（1981年11月21日、ビクター）
  - 作曲：筒美京平／編曲：後藤次利
2. 片方だけのイヤリング（1982年5月21日、ビクター）
  - 作曲：筒美京平／編曲：奥慶一
3. ひとり・ナルシス（1982年10月21日、ビクター）
  - 編曲：難波弘之
4. Dear mr.（1983年2月21日、ビクター）
  - 編曲：安藤まさひろ
5. 輝きたいの（1983年5月5日、ビクター）
  - 編曲：鈴木茂
  - TBS系テレビドラマ『輝きたいの』主題歌
6. 雪が降るまえに（1984年10月21日、ビクター）
  - 編曲：井上鑑
  - TBS系テレビドラマ『離婚テキレイ期』主題歌
7. Be Love（1985年3月21日、ビクター）
  - 作詞：鈴置由紀子・月代京平／作曲：月代京平／編曲：井上鑑
8. Jenny Fey（1988年4月21日、CBS・ソニー）
  - 編曲：細井豊
9. 愛を与えられないまま（1991年9月25日、ファンハウス）
  - 編曲：萩田光雄
10. 祈り（1992年2月1日、ファンハウス）
  - 編曲：菅野よう子
11. 素足のままで（1992年3月25日、ファンハウス）
  - 編曲：菅野よう子
12. 恋を知りはじめたから（1992年7月1日、ファンハウス）
  - 編曲：菅野よう子
13. 恋人になりたい（1992年9月26日、ファンハウス）
  - 編曲：菅野よう子
14. 27才の青春（1993年3月1日、ファンハウス）
  - 編曲：菅野よう子
15. 大好きな友達（1993年6月2日、ファンハウス）
  - 編曲：菅野よう子
16. 白いスニーカー（1993年9月1日、ファンハウス）
  - 編曲：菅野よう子
17. ショーウインドウの涙（1994年3月24日、ファンハウス）
  - 編曲：大村雅朗
18. 好きと言わないほうがいい（1995年4月26日、ファンハウス）
  - 編曲：菅野よう子
19. 走れ走れ（1999年11月20日、ビクター）
  - 編曲：菅野よう子
  - テレビ東京系アニメ『地球防衛企業ダイ・ガード』エンディングテーマ

#### 配信専用
- もう一度会いたい～Bonne nuit　作詞・作曲
  - 2015年7月10日 『徒歩7分』オリジナルサウンドトラック NHK出版
  - NHK プレミアムよるドラマ『徒歩7分』テーマ曲
- ワイルドフラワー アシガールバージョン　作詞・作曲
  - 2017年12月8日 『アシガール』オリジナルサウンドトラック NHK出版
  - 土曜時代劇『アシガール』テーマ曲
- ワイルドフラワー　作詞・作曲　（編曲：光田健一）
  - 2018年5月29日　ビクター
  - 土曜時代劇『アシガール』テーマ曲

### アルバム
1. オペレッタ（1981年12月21日、ビクター）
2. Green Room（1983年2月21日、ビクター）
3. 夢見るスター（1985年3月21日、ビクター）
4. Girl life（1988年4月21日、CBS・ソニー）
5. サバ・エ・トワ?（1989年9月21日、CBS・ソニー）
6. 恋愛（1992年3月25日、ファンハウス）
7. 恋人になりたい（1993年3月1日、ファンハウス）
8. 冬の庭（1993年11月26日、ファンハウス）
9. 好きと言わないほうがいい（1995年11月25日、ファンハウス）
10. ホッチキス（1999年1月21日、Pure Mode Records）
11. こういうことなんだろう（2001年2月3日、Pure Mode Records）
12. kyk style（2003年9月3日、Pure Mode Records）
13. 愛のおはなし（2007年11月23日、Pure Mode Records）
14. 月の光 〜Clair de Lune〜（2011年11月21日、Pure Mode Records）

#### ベスト・アルバム
1. Ballad Best（1992年11月26日、ビクター）
2. ゴールデン☆ベスト 輝きたいの Victor Years 1981-1985(+'99)（2012年12月19日、ビクター）
3. ゴールデン☆ベスト Limited もう一度会いたい 1988-1995(+'15)（2016年3月28日、ソニー・ミュージックダイレクト ※オーダーメイドファクトリー[SonyMusic Shop直販限定]）
4. ワイルドフラワー Best of Pure Mode Years 1999-2018（2018年6月20日、ビクター）

## 主な楽曲提供
曲名の隣に特記の無いものは作詞・作曲
- 石嶺聡子
  - 私らしく
  - あやまち
  - 今しかない“ありがとう”
  - 思い切り泣いてもいいよ
- イルカ
  - 手をつないでもいいかしら
- 岩崎宏美
  - Call Me
- Wink
  - 特別な一日
- 大浦みずき
  - 忘れられない
- 小川範子
  - B.F.（作曲）
  - 彼女になりたい
  - 恋をしようと思う
  - BLUE SKY
  - 禁じられた愛情
- 貴島サリオ
  - あきらめないで（作詞）
  - Saturday Night Halloween
- 研ナオコ
  - 銀の針
- 酒井法子
  - ALL RIGHT
  - ダイヤモンド☆ブルー
  - 微笑みを見つけた（作詞）
  - 正しいパーティ（作詞）
  - うれし涙
  - TUESDAY TIKI（作詞）
  - 泣いてなんかいないわ
  - 終わらない物語を
  - 永遠の宝物
- 桜井智
  - ダイヤリィ（作曲）
- sarah
  - 存在（作詞）
  - がんばらなくてもいいよ
  - 天真爛漫（作詞）
  - あたたかな夢（作詞）
  - 光と影（作詞）
- 島崎路子
  - クロッカス・ヒルで逢いましょう（作曲）
  - 世界でいちばんちいさな海（作曲）
  - いつか見たそよ風（作曲）
- 白鳥英美子
  - Book of my life（作詞）
  - 想い焦がれて
- 須賀響子
  - 黄色いハンカチ（作曲）
  - みんなの願いただひとつ（作曲）
- 須藤薫&杉真理
  - NO PLAN（作詞）
- ダイヤオ
  - 二人の行方（作詞）
- 谷村有美
  - 幸せ探して
- 永井真理子
  - 泣きたい日もある
  - あなたのそばにいて
  - 同じ時代
  - ほんの少し
  - 冒険者（作詞）
  - 飛べない空（作詞）
  - 未来（作詞）
- 中嶋美智代
  - 赤い花束（作詞）
  - ひなげし
  - 天文台と海岸（作詞）
  - 恋の歌（作詞）
  - 初恋通り
  - 春夏秋（作詞）
  - Merry X'mas to me（作詞）
  - 何が足りないの?〜お正月編〜
  - 山羊座の下で
  - いじわるなValentine
  - 日記の鍵貸します
- 長山洋子
  - 悲しき恋人たち
  - 愛を待てないAngels（作詞）
  - アリス
  - 瞳の中のファーラウェイPartII〜Oh, Run away〜（作詞）
- 西田ひかる
  - 守りたいの…（作詞）
  - BIBIDEBU
  - きのうとは大違い
- 濱田マリ
  - フツーで行こう
  - いつかフツーで行こう（作詞・共作曲）
  - It's My Life
- 松村雄基
  - 小説家のように
- 光岡ディオン
  - 片方だけのイヤリング（作詞）
- 葉山レイコ
  - 何、してた?（作曲）
- 辺見えみり
  - 笑顔を見せて（作曲）
- 松本伊代
  - 赤いリボンのプレゼント
  - エリオット
  - ロンリーハネムーン（作詞）
- 森山良子
  - たとえ毎日が（作詞）
- 山瀬まみ
  - あなたとあなた〜Toi et toi〜
  - Go to PARADISE
- YOU
  - 愛したい（作曲）
- 吉田真里子
  - 拝啓、愛しの友達
  - 陽ざしのソリチュード
  - さびしがりやのヒットパレード
  - Roman
- 鷲尾いさ子
  - True Love（作曲）
- 渡辺満里奈
  - 退屈と揺り椅子（作曲）
- 渡辺美奈代
  - ガールズ・オン・ザ・ルーフ
  - 神様のタイミング

## 出演

### テレビドラマ
- 3年B組貫八先生（1982年4月 - 1983年3月、TBS） - 月代早苗 役
- ポーラテレビ小説 千春子（1983年10月 - 1984年3月、TBS） - 久里子 役
- 青春泥棒・徹と由紀子（1984年4月 - 7月、TBS） - 早苗 役
- 離婚テキレイ期（1984年10月 - 12月、TBS）柏木奈緒 役
- 銀河テレビ小説 まんだら屋の良太（1986年2月、NHK） - 久子 役
- 金曜女のドラマスペシャル 冷たい夏〜女子大生就職活動日記（1986年8月、フジテレビ）
- 親子万才（1987年1月 - 3月、TBS）
- 東芝日曜劇場 女ですもん（1992年1月、TBS）

### 映画
- それから（1985年）久米香 役
- ビリィ★ザ★キッドの新しい夜明け（1986年） - オリーブ 役
- Beautiful Sunday（1998年）落合香子 役

### ラジオ
- 音楽講座シリーズ（1982年7月 - 1986年4月、NHK-FM）レギュラーアシスタント
- 午後のサウンド「ポップス」（1985年4月 - 9月、NHK-FM）
- 京子の浮気でナイト（1982年1月 - 1985年3月、東海ラジオ）
- 響子の本気でナイト（2011年4月 - 2022年3月、東海ラジオ）
- ウィークエンド・イングス（1984年、MBSラジオ）

## 関連人物
- 宇佐元恭一
- 小畑隆彦
- 松尾清憲